# Baráth Botond
Baráth Botond, (Budapest, 1992. április 21. –) magyar válogatott labdarúgó, a Vasas játékosa, hátvéd.

## Pályafutása

### Klubcsapatokban

#### Budapest Honvéd
2012. augusztus 5-én debütált a Honvéd felnőtt csapatában. Csereként állt be a 69. percben, Vidovic helyére.

#### Sporting Kansas City
2018. december 18-án az amerikai Sporting Kansas City bejelentette, hogy szerződtette Baráthot, aki Németh Krisztián és Sallói Dániel után a klub keretének harmadik magyar játékosa lett. Az MLS-ben 21, a CONCACAF Bajnokok Ligájában pedig három alkalommal kapott játéklehetőséget. 2020 nyarán visszatért a Honvédhoz.

#### Újra a Honvédban
2020-ban tért vissza Kispestre, ahol két idényben 29 bajnokin és három Magyar Kupa mérkőzésen lépett pályára.

#### Vasas
2022. június végén 2025. június 30-ig szóló szerződést kötött a fővárosi piros-kékekkel.

### A válogatottban
2018 októberében meghívót kapott Marco Rossi szövetségi kapitánytól a görög és az észt válogatott elleni Nemzetek Ligája mérkőzésekre készülő magyar válogatott 25 fős keretébe.

## Sikerei, díjai
Budapest Honvéd
- Magyar bajnokság (NB I)
  - bronzérmes: 2012–13
  - bajnok: 2016–17[6]

## Statisztika

### A válogatottban
| Magyarország | Magyarország | Magyarország |
| Év           | Mérk.        | Gólok        |
| ------------ | ------------ | ------------ |
| 2018         | 3            | 0            |
| 2019         | 8            | 0            |
| Összesen     | 11           | 0            |

### Mérkőzései a válogatottban
| Magyarország | Magyarország        | Magyarország                  | Magyarország | Magyarország | Magyarország | Magyarország    | Magyarország | Magyarország |
| #            | Dátum               | Helyszín                      | Hazai        | Eredmény     | Vendég       | Kiírás          | Gólok        | Esemény      |
| ------------ | ------------------- | ----------------------------- | ------------ | ------------ | ------------ | --------------- | ------------ | ------------ |
| 1.           | 2018. október 15.   | Tallinn, A. Le Coq Aréna      | Észtország   | 3 – 3        | Magyarország | Nemzetek Ligája | -            |              |
| 2.           | 2018. november 15.  | Budapest, Groupama Aréna      | Magyarország | 2 – 0        | Észtország   | Nemzetek Ligája | -            |              |
| 3.           | 2018. november 18.  | Budapest, Groupama Aréna      | Magyarország | 2 – 0        | Finnország   | Nemzetek Ligája | -            | 42' 52'      |
| 4.           | 2019. március 24.   | Budapest, Groupama Aréna      | Magyarország | 2 – 1        | Horvátország | Eb-selejtező    | -            |              |
| 5.           | 2019. június 8.     | Baku, Olimpiai Stadion        | Azerbajdzsán | 1 – 3        | Magyarország | Eb-selejtező    | -            |              |
| 6.           | 2019. június 11.    | Budapest, Groupama Aréna      | Magyarország | 1 – 0        | Wales        | Eb-selejtező    | -            |              |
| 7.           | 2019. szeptember 5. | Podgorica, Podgoricai Stadion | Montenegró   | 2 – 1        | Magyarország | barátságos      | -            | a szünetben  |
| 8.           | 2019. szeptember 9. | Budapest, Groupama Aréna      | Magyarország | 1 – 2        | Szlovákia    | Eb-selejtező    | -            | 54' 90+5′    |
| 9.           | 2019. október 13.   | Budapest, Groupama Aréna      | Magyarország | 1 – 0        | Azerbajdzsán | Eb-selejtező    | -            |              |
| 10.          | 2019. november 15.  | Budapest, Puskás Aréna        | Magyarország | 1 – 2        | Uruguay      | barátságos      | -            | 72'          |
| 11.          | 2019. november 19.  | Cardiff, Cardiff City Stadion | Wales        | 2 – 0        | Magyarország | Eb-selejtező    | -            |              |
|              | Összesen            |                               |              | 11           | mérkőzés     |                 | 0            | gól          |